# Stegnogramma sinensis
Stegnogramma sinensis är en kärrbräkenväxtart som först beskrevs av Ren-Chang Ching och W.M.Chu, och fick sitt nu gällande namn av L.J.He och X.C.Zhang. Stegnogramma sinensis ingår i släktet Stegnogramma och familjen Thelypteridaceae. Inga underarter finns listade.